# Списак религија
Списак религија обухвата само једну од неколико могућих класификација.
Пошто има веома пуно малих религија, од којих многе не могу бити потврђене као стварне, овај списак није потпун и коначан.

Иако је религију тешко дефинисати, један стандардни модел религије који се користи на курсевима религиологије дефинише је као: 
[…] Систем симбола који делује на успостављање снажних, прожимајућих и дуготрајних расположења и мотивација код мушкараца формулисањем концепција општег поретка постојања и обухватањем тих концепција са таквом ауром чињеничности да расположења и мотивација изгледају јединствено реално. 
Критика индијског модела од стране Тулсидаса категоризовао је религију као „антрополошку категорију“. Многе религије имају наративе, симболе, традиције и свете историје којима је циљ да живот осмисле или објасне порекло живота или универзума. Склоне су моралу, етици, верским законима или пожељном начину живота из својих идеја о космосу и људској природи. Према неким проценама, постоји око 4.300 религија, цркава, деноминација, верских тела, верских група, племена, култура, покрета, којих ће у једном тренутку у будућности бити безброј. 
Реч религија се понекад користи наизменично са „вером“ или „системом веровања“, али религија се од приватне вере разликује по томе што има јавни аспект. Већина религија има организовано понашање, укључујући свештеничке хијерархије, дефиницију онога што чини припадност или чланство, лаичке скупштине, редовне састанке или службе у сврху поштовања божанства или молитве, света места (било природна или архитектонска) или верске текстове . Одређене религије такође имају свети језик који се често користи у литургијским службама. Пракса религије такође може укључивати проповеди, обележавање активности бога или богова, жртвовања, светковине, празнике, транс, ритуале, обреде, церемоније, богослужења, иницијације, сахране, бракове, медитацију, зазивање, медијумство, музику, уметност, плес, јавну службу или друге аспекте људске културе. Религијска веровања су такође коришћена за објашњавање парапсихолошких феномена као што су искуства ван тела, искуства близу смрти и реинкарнација, заједно са многим другим паранормалним и натприродним искуствима.
Неки академици који проучавају тај предмет поделили су религије у три широке категорије: 
- светске религије, термин који се односи на транскултурне, међународне вере;
- аутохтоне религије, која се односи на мање верске групе специфичне за културу или нацију;
- нови верски покрети, који се односи на недавно развијене вере.[6]

Једна савремена академска теорија религије, социјални конструкционизам, каже да је религија модеран концепт који сугерише да сва духовна пракса и богослужење следе модел сличнан аврамским религијама као оријентационом систему који помаже у тумачењу стварности и дефинисању људских бића. Самим тим религија се, као концепт, непримерено примењивала на незападне културе које нису засноване на таквим системима или у којима су ти системи знатно једноставнији конструкт.

## Религије Истока

### Источноазијске религије
Религије пореклом из источне Азије, познате и као таоичке религије; то су таоизам, конфучијанство, шенизам (кинеска народна религија) и шинтоизам, као и религије и традиције повезане са њима и који потичу од њих.

#### Кинеске религије
- Чан будизам
- Шенизам (кинеска народна религија)
- Кинеске религије спасења

#### Јапанске религије
- Шинтоизам
- Рјукјуанска религија
- Шугендо

#### Корејске религије
- Корејски шаманизам
- Вон будизам

#### Вијетнамске религије
- Каодаизам
- Хоа Хао
- Вијетнамска народна религија

### Индијске религије
Четири главне религије које су настале на индијском потконтиненту: хиндуизам, џаинизам, будизам и сикизам, као и религије и традиције повезане са њима и који потичу од њих.

#### Будизам

##### Махајана
- Тиантаи
- Буда-природа школе
- Чан будизам
- Мадјамака
- Ничирен будизам
- Будизам Чисте земље
- Јогачара

##### Никаја(неисправно названхинајанана Западу)
- Хуманистички будизам
- Теравада

##### Вађрајана
- Кинески езотерични будизам
- Невар будизам (Непал)
- Индонежански езотерични будизам
- Шингон будизам
- Тантричка теравада (Јужни езотеријски будизам)
- Тендаи будизам
- Тибетански будизам

##### Навајана(необудизам)
- Далитски будистички покрет

#### Хиндуизам
- Ајавази
- Каумарам
- Шиваизам[8]
- Шактизам[8]
- Смартизам
- Шраута
- Тантризам
- Вишнуизам / Кришнаизам[8][9]

##### Бакти покрети
- Сант мат[10]

##### Хинду филозофске школе
- Астика (ортодоксне школе)
  - Њаја
  - Пурва миманса
  - Санкхја
  - Вајшешика
  - Веданта
  - Јога (филозофија)
- Настика (хетеродоксне школе)
  - Аџивика
  - Аџњана
  - Чарвака[11]

##### Јога
- Ананда јога
- Бакти јога
- Хатха јога
- Џнана јога
- Карма јога
- Крија јога
- Кундалини јога
- Раџа јога
- Сахаџа јога
- Сидха јога
- Сивананда јога
- Сурат Шабд јога
- Тантра јога

##### Неоведантски покрети
- Ананда (Кријананда)
- Ананда Марга
- Арја Самаџ
- Брама Кумарис
- Рамакришна
- Сатја Саи Баба
- Сри Ауробиндо ашрам

#### Џаинизам
- Дигамбара
- Светамбара

## Блискоисточне религије
Религије настале на Блиском истоку; наиме зороастризам, јудаизам, хришћанство и ислам, као и религије и традиције повезане са њима, и пореклом од њих.

### Аврамске религије

#### Бабизам
- Азали
- Бахаизам

#### Хришћанство

##### Источно хришћанство
- Црква Истока (нетачно названа "несторијанска")
- Источне католичке цркве
- Православна црква
  - Аутокефалне православне цркве
  - (Неканонске и независне заједнице)
    - Старокалендарци
    - Староверци
- Древноисточна црква (назване још и "нехалкидонске" или "монофизитске")
  - Јерменска апостолска црква
  - Коптска православна црква Александрије
  - Сиријска православна црква
  - Етиопска православна тевахедо црква
  - Еритрејска православна тевахедо црква
  - Маланкарска православна сиријска црква
- Духовно хришћанство
  - Духоборци
  - Хлисти
  - Молокани
  - Скопци

##### Западно хришћанство
- Протопротестантизам
  - Браћа слободног духа (историјски)
  - Хусити (историјски)
    - Моравска црква

  - Стригољници (историјски)
  - Валдензи (Валдежанска црква)
- Протестантизам
  - Анабаптисти
    - Амиши
    - Хутерити
    - Менонити
    - Речна браћа
    - Шварценау браћа
    - Шејкери

  - Англиканизам
    - Англокатолицизам
    - Широка црква
    - Непрекинути англикански покрет
    - Енглески дизентери
    - Висока црква
    - Ниска црква
    - Пуританци

  - Баптисти
  - Црна црква
  - Евангелизам
    - Харизматички покрет
    - Диспензационализам / Хришћански ционизам
    - Плимутска браћа
    - Протестантски фундаментализам

  - Језуизам
  - Лоларди (историјски)
  - Лутеранизам
    - Пијетизам

  - Методизам
    - Покрет светости
    - Војска спаса

  - Пентикостализам
  - Квекери ("Пријатељи")
  - Реформисане цркве
    - Арминијанизам
    - Калвинизам
    - Конгрегационализам
    - Континенталне реформисане цркве
    - Неокалвинизам
    - Презвитеријанизам

  - Покрет обновљења
    - Адвентизам
      - Грана Давидова
      - Адвентистичка црква седмог дана

    - Христаделфијани
    - Хришћанска наука
    - Цркве Христа
    - Иглесиа ни Кристо
    - Јеховини сведоци
    - Црква Исуса Христа светаца последњих дана ("мормони")

  - Сведенборгијанци
  - Унитаријанство
- Римокатоличка црква /Латинска црква
  - Независни католицизам
    - Старокатоличка црква (Утрехтска унија)

  - Традиционалистички католицизам
    - Седевакантизам

##### Остале хришћанске групе
Одређене хришћанске групе тешко је класификовати као „источне“ или „западне“. Многе гностичке групе биле су уско повезане са раним хришћанством, на пример, валентијанизмом. Иринеј је против њих писао полемику са становишта тадашње православне цркве. Неке од ових група имају само површног додира са хришћанством.
- Аријанство (историјски)
- Богумили (историјски)
- Црква босанска (историјска)
- Катари (историјска)
- Јудеохришћани
  - Месијански јудаизам
  - Евионити (историјски)
- Неденоминационално хришћанство
- Антитринитаријанизам
  - Унитаријанство
  - Покрет библијских ученика
  - Христаделфијани
  - Једносни пентикостализам
  - Духовно хришћанство
  - Толстојев покрет
- Маркионство (историјски)
- Црква уједињења (Унификациона црква)
- Источно протестантско хришћанство
- Сетијанци (историјски)
  - Василидијанци (историјски)
  - Валентијанци (историјски)
- Симонијанци (историјски)
- Хришћанска теозофија

#### Ислам

##### Хариџити
- Ибадизам

##### Шиизам
- Алавити
  - Кизилбаши
  - Бекташи
- Исмаилије (исмаилити)
  - Мустали
  - Низари
- Дванаестници (имамити)
  - Џафаритски мезхеб
- Зејди
- Хурамити (историјски)

##### Суфизам
- Бекташи
- Чиштије
- Мевлевије
- Накшибендије
- Кубравије
- Ниматулахије
- Кадирије
- Шазилије
- Сухравардије
- Инајатије
- Тиџаније

##### Сунизам
- Калам / Фикх
  - Ашари
    - Малики
    - Шафии
    - Ханбали

  - Матуриди
    - Ханафи
- Асари
  - Салафизам
    - Вахабизам
    - Исламизам
- Мутезилизам

##### Остале исламске деноминације и покрети
- Ахмедије
- Али-илахизам
- Црни муслимани
  -     - Америчко удружење муслимана
    - Петопроцентна нација
    - Маварска наука
    - Исламска нација

  - Дин-и-илахи
  - Европски ислам
  - Либерални исламски покрети
  - Махдавија
  - Куранизам

#### Јудаизам

##### Нерабински јудаизам
- Бета Израел (Хајманот)
- Караитски јудаизам
- Самарићани

##### Рабински јудаизам
- Конзервативни јудаизам (Масорти)
- Хуманистички јудаизам
- Јеврејска обнова
- Ортодоксни јудаизам
  - Хареди јудаизам (ултраортодоксни јудаизам)
    - Хардал
    - Хасидизам
    - Миснагдим
    - Сефарди хареди
    - Мизрахи

  - Савремени ортодоксни јудаизам
    - Религиозни ционизам
- Реконструкционистички јудаизам
- Реформски јудаизам

##### Остале деноминације
- Црни јудаизам
- Ноахидизам
- Суботники

##### Историјски јудаизам
- Есени
- Фарисеји (преци рабинског јудаизма)
- Садукеји (могући преци караитског јудаизма)
- Зилоти (Јевреји)
  - Сикарији
- Месијанске секте
  - Евионити
  - Елкасити
  - Назарени
- Шабетијанство
- Јудаизам Другог храма
- Франкизам

#### Мандаизам
- Сабијанци

### Иранске религије

#### Јазданизам
- Шабакизам
- Јарсанизам
- Језиди

#### Зороастризам
- Маздакизам (историјски)
- Зурванизам (историјски)

## Домородачке (етничке, народне) религије
Религије које се састоје од традиционалних обичаја и веровања појединих етничких група, оплемењене и прошириване хиљадама година, често без формалне доктрине. 
Напомена: Неки следбеници не сматрају да су њихови начини „религија“, више воле друге културне термине.

### Афричке религије

#### Традиционалне афричке религије
- Аканска религија
- Акамба религија
- Балуба митологија
- Банту митологија
  - Конго религија
  - Зулу религија
- Берберска религија
- Бушонго митологија
- Динка религија
- Ефик митологија
- Дахомејанска религија (религија народа Фон и Еве)
- Одинани (религија Игбо народа)
- Ик религија
- Лотука митологија
- Лози митологија
- Лугбара митологија
- Масаји митологија
- Мбути митологија
- Сан религија
- Серер религија
- Тумбука митологија
- Урхобо религија
- Ваакефана (религија народа Оромо)
- Јоруба религија

#### Афроамеричке религије
- Абакуа
- Кандомбле
- Комфа
- Конвинс
- Кубански воду
- Доминикански вуду
- Еспиритизмо
- Хаићански вуду
- Худу
- Кумфу (религија јамајчанских Маруна)
- Келе
- Кумина
- Луизијана вуду
- Монтаменту
- Мјал
- Обеа
- Пало
- Квимбанда
- Сантерија
- Тамбор де Мина
- Тринидадска ориша
- Умбанда
- Винти

### Алтајске религије
- Евенки шаманизам
- Манчу шаманизам
- Турска и монголска религија
  - Тенгризам
    - Монголски шаманизам

  - Бурканизам
  - Ватисен јали

### Америчке домородачке религије
- Религија Абенакија
- Религија Анишиниаабеа
- Религија Блекфута
- Религија Куксу (калифорнијске религије)
  - Религија Мивока
  - Религија Охлонеа
  - Религија Помоа
- Религија Черокија
- Религија Чилотеа
- Религија Чоктоа
- Религија Крика
- Религија Гуаранија
- Религија Хајда
- Религија Хо-Чунка
- Религија Хопија
- Религија Инка
- Религија Ирокеза
  - Религија Сенека
  - Религија Вајандота
  - Религија Дуге Куће (синкретизам религије Ирокеза и хришћанства)
- Религија Хивароса
- Религија Квакиутла
- Религија Лакота
- Религија Ленапеа (Делавера)
- Религија Мапучеа (Аракуанаца)
- Религије Мезоамерике
  - Религија Астека
  - Религија Маја
- Мидевивин
- Религија Муиска (Чибча)
- Религија Навахоа
- Религија Нутка
- Религија Паунија
- Религија Похатана
- Религија Цимшијана
- Религија Јута
- Религија Зунија

### Аустроазијске религије
- Сарнаизам
- Вијетнамска народна религија

### Аустронежанске религије
- Алиран Кеперчајан / Индонежанска митологија
  - Пармалим (модерни облик традиционалне религије Батака)
  - Религија Дајака
  - Кејавен (мешавина анимизма, хиндуизма и будизма на острву Јава)
  - Пемена (религија народа Каро)
  - Марапу (религија на острву Сумба, Индонезија)
  - Вивитан (религија Сунда)
- Малезијска народна религија
  - Момолијанизам
- Дајавизам (филипинска народна религија)
  - Религија Тагалога (Тагала)
- Полинежанска религија
  - Религија Хавајаца
  - Религија Маора

### Индоевропске религије
- Религија Калаша
- Асијанство (новопаганизам код Осета)

### Религије тајских народа и народа Миао
- Религија Ахома
- Мо (религија) или Моизам (религија народа Џуани)
- Сатсана пхи (Тајска народна религија)

### Тибето-бурманске религије
- Бон (религија)
- Бурманска народна религија
- Бензуизам (религија народа Баи)
- Бимоизам (религија народа Ји)
- Батуизам (религија народа Бодо)
- Мун или мунизам (религија народа Ронкупи или Лепча)
- Доњи-Поло (религија народа Тани)
- Херака
- Киратизам (религија народа Кирати)
- Религија Кианга
- Санамахизам (религија народа Меитеи)

### Уралске религије
- Маријска религија (религија народа Мари)
- Мордвински неопаганизам (религија народа Мордвина)
- Сами шаманизам (религија народа Сами / Лапонаца)
- Удмурт Вос (неопаганска религија народа Удмурта)

### Остале домородачке религије
- Аустралијска абориџинска религија
- Адиге Хабзе (религија Черкеза)
- Дравидска народна религија (религија Дравида)
- Религија Инуита (Ескима)
- Асијанизам (религија Осета)
- Религија Папуанаца
- Сибирски шаманизам

## Нови религиозни покрети
Религије које се не могу класификовати ни као светске религије ни као традиционалне народне религије и обично су новијег настанка.

### Карго култови
- Џон Фрум
- Џонсон култ
- Покрет принца Филипа
- Ваилала лудило

### Нове етничке религије

#### Нове црначке етничке религије
- Друштво Аусар Аусет
- Црни јудаизам
- Дини Ја Мсамбва
- Петопроцентна нација
- Маварска наука
- Мумбоизам
- Исламска нација
- Нуваубијанска нација

#### Нове белачке етничке религије
- Ариозофија
- Хришћански идентитет
- Стваралаштво (религија)
- Вотансволк

#### Нове етничке религије америчких домородаца
- Плес духова
- Индијанска шејкерска црква
- Мексикајотл
- Црква америчких домородаца

### Неохиндуистичке религије
- Адидам
- Брамоизам (Брамо Самаџ)
- Меивази
- Покрет Раџниш
- Трансцедентална медитација

### Јапанске нове религије
- Алеф (раније Ом Шинрикјо)
- Црква светског месијанства
- Срећна наука
- Конкокјо
- Оомото
- ПЛ Кјодан (Црква савршене слободе)
- Сеичо но Ие
- Шинмеи Аишинкаи
- Тенрикјо
- Зенрикјо

### Неопаганизам

#### Етнички неопаганизам
- Јерменски неопаганизам (Хетанизам)
- Балтички неопаганизам
  - Диевтуриба (летонски неопаганизам)
  - Ромува (литвански неопаганизам)
- Кавкаски неопаганизам
  - Абхаски неопаганизам
  - Вајнахи (чеченски и ингушки неопаганизам)
- Келтски неопаганизам
- Германски неопаганизам
- Грчки неопаганизам
- Италоримски неопаганизам
  - Нова Рома
  - Римски традиционални покрет
- Кеметизам
- Семитски неопаганизам
- Родноверје (словенски неопаганизам)
  - Завичајна пољска црква
  - Петербуршки ведизам
  - Родзима Виара (пољски неопаганизам)
  - Родноверна конфедерација
  - Завичајна украјинска национална вера (силенкоизам)
  - Савез словенских општина словенске родне вере
  - Инглизам
- Уралски неопаганизам
  - Естонски неопаганизам
  - Фински неопаганизам
  - Мађарски неопаганизам
- Залмоксијанизам (румунски неопаганизам)
- Зуизам (исландски неопаганизам заснован на сумерској религији)

#### Синкретички неопаганизам
- Адонизам
- Христопаганизам
- Црква свих светова
- Црква Афродите
- Ферафериа
- Покрет Божице
- Хуна
- Ивановизам
- Неодруидизам
- Неошаманизам
- Пау-вау
- Радикалне виле
- Звонећи кедрови (Анастасијанизам)
- Сумум
- Технопаганизам
- Вика

### Ентеогеничке религије
- Црква Универзума
- Новоамеричка црква
- Санто Даиме
- Храм истинског унутрашњег светла
- Тенсегрити (религија коју је представио Карлос Кастанеда)
- THC служење
- Благотворни спиритистички центар União do Vegetal

### Њу ејџ
- Удружење за истраживање и просветљење
- Велико бело братство (Породица)
- Дугина породица

### Нова мисао
- Хришћанска наука
- Црква божанске науке
- Црква свеопшта и победоносна
- Јеврејска наука
- Религиозна наука
- Сеичо но Ие
- Црква јединства

### Пародијске религијеи религије засноване на фикцији
- Црква еутаназије
- Летећи шпагети монструм ("пастафаријанизам")
- Црква подгенија
- Динкоизам
- Дискордијанизам
- Дудеизам
- Марадонина црква
- Џедајизам
- Кибологија
- Копимизам
- Ландоверска баптистичка црква
- Патафизика
- Сестре бесконачног снисхођења
- Уједињена црква сланине

### Посттеистичке и натуралистичке религије
- Култ Врховног бића (историјски)
- Деизам
- Етички покрет
- Слободоумност
- Богостројитељство
- Ренесансни хуманизам
- Итсизам
- Маварска ортодоксна црква Америке
- Пандеизам
- Пантеизам
- Позитивистичка црква (Религија човечанства)
- Сенсимонијанизам
- Синтеизам
- Унитарни универзализам
- Црква универзалног живота

### НЛО религије
- Друштво Етеријус
- Галактичка команда Аштар
- Чен Тао ("Истински пут")
- Fiat Lux (НЛО религија)
- Пројекат земаљске посаде
- Капија раја
- Нуваубијанизам
- Ред сунчаног храма
- Раелизам
- Покрет Урантија

### Западни езотеризам
- Археозофијско друштво
- Градитељи Адитума
- Fraternitas Saturni
- Братство унутрашњег светла
- Златна зора
- Херметизам
- Илуминати Танатероса
- Луциферијанство
- Нови акрополис
- Окултизам
- Ordo Aurum Solis
- Розенкројцери
- Сатанизам
  - Лавејански сатанизам
  - Теистички сатанизам
- Сетов храм
- Телема
  - A∴A∴
  - Ред источног храма (Ordo Templi Orientis)
  - Тифонијански ред
- Теозофија

### Остале нове религије
- Екнакар
- Фалун гунг
- Фамилија љубави
- Четврти пут
- Ишикизам
- Света смрт (Santa Muerte)
- Спиритуализам (Спиритизам)
- Субуд

## Историјске религије
- Преисторијске религије
  - Палеолитске религије
- Харапанска религија (религија долине Инда)

### Бронзано доба
- Староегипатска религија
  - Атенизам
- Религија античке Месопотамије
  - Сумерска религија

### Стари век
- Древносемитска религија
  - Хананска религија
  - Јахвизам
- Религија у преисламској Арабији
- Сомалијска предисламска религија
- Религија Хурита
- Религија Урартуа
- Религија Етрураца
- Религија предхришћанских Баска
- Религија предхришћанских Грузина
- Протоиндоевропска религија
  - Протоиндоиранска религија
    - Ведизам
    - Древна иранска религија (пре појаве зороастризма)
- Религија Хетита
- Религија предхришћанских Јермена
- Митологија Албанаца
- Религија Трачана
- Старогрчка религија
  - Грчко-римске мистерије
  - Орфизам
  - Гностицизам
  - Херметизам
  - Греко-будизам
- Религија у античком Риму
  - Империјални култ у античком Риму
  - Гало-римска религија
  - Митраизам
- Манихејство
  - Маздакизам
- Религија Скита
- Германски паганизам
  - Англосаксонски паганизам
  - Континентална германска митологија
  - Религија предхришћанских Франака
  - Старонордијска религија
- Религија Келта
- Балтичка митологија
- Стара словенска вера
- Религија преедхришћанских Финаца
- Религија предхришћанских Мађара
- Религија Аинуа
- Митологија Меланезије
- Митологија Микронезије
- Митологија Кукових острва
- Митологија Рапа Нуи (Ускршње острво)
- Религија предхришћанских Тонгоанаца
- Југоисточни церемонијални комплекс (религија Мисисипијске културе)
- Религија Инка
- Религија Олмека
- Религија Запотека
- Религија Огњене земље
  - Религија Селкнама
- Религија Гуанча
- Кумфу (религија јамајчанских Маруна)

## Остале категоризације

### Према демографији
- Велике религиозне групе

### Према области
- Религија у Африци
- Религија у Азији
- Религија у Аустралији
- Религије у Европи
- Религија у Северној Америци
- Религија у Јужној Америци
- Религије по државама
  - Државна религија
  - Будизам по државама
  - Хришћанство по државама
    - Римокатолицизам по државама
    - Православље по државама
    - Протестантизам по државама

  - Хиндуизам по државама
  - Ислам по државама
  - Јудаизам по државама